# Казъгуртски район
Казъгуртски район (на казахски: Қазығұрт ауданы) е съставна част на Туркестанска област, Казахстан.
Има обща площ 4121 км2 и население 107 613 души (по приблизителна оценка към 1 януари 2020 г.). Административен център е село Казъгурт.